# Altes Rathaus Nordenham

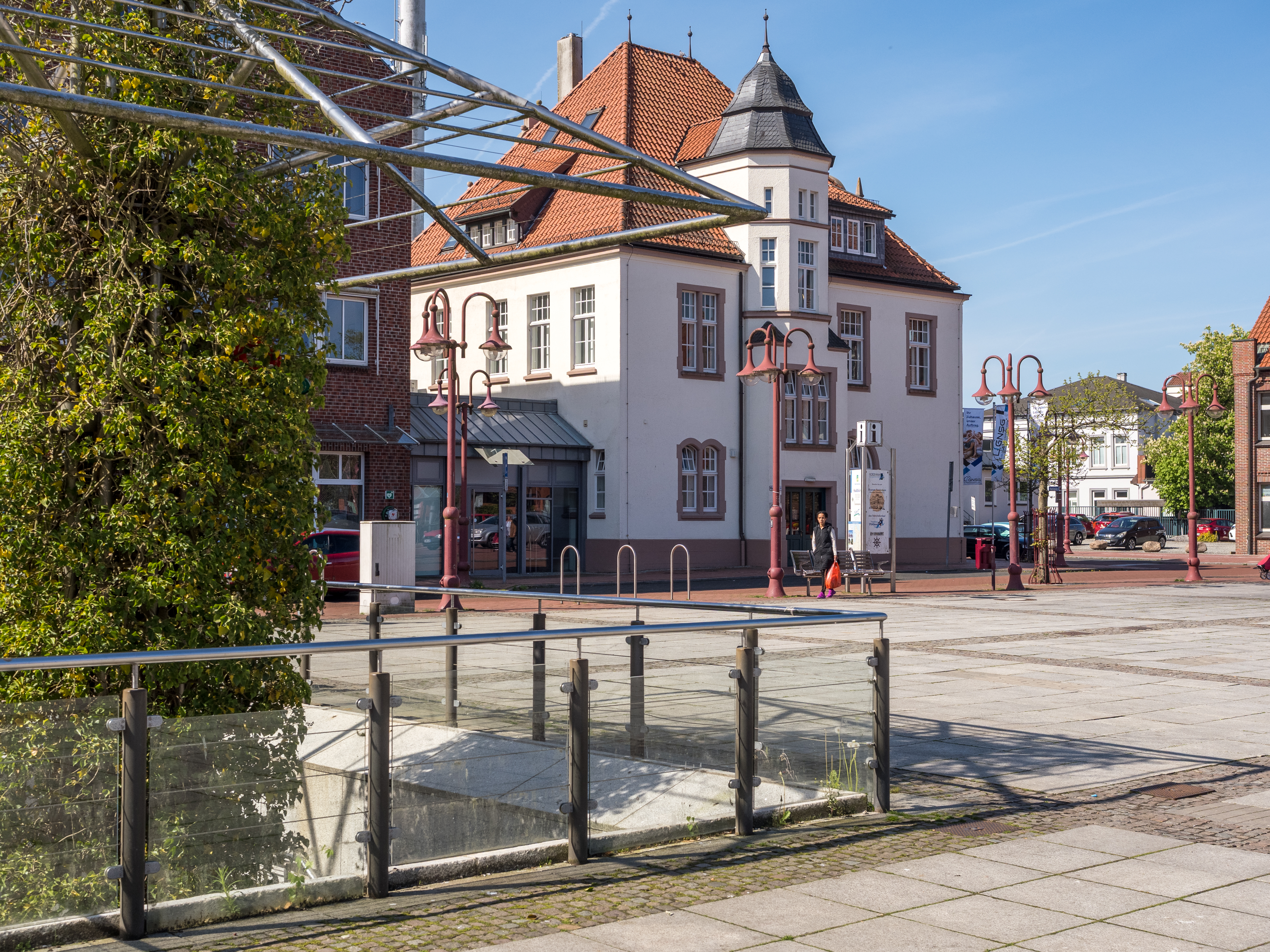
Altes Rathaus am Marktplatz

Das Alte Rathaus Nordenham, Marktplatz 6, Ecke Poststraße 4, im niedersächsischen Nordenham im Landkreis Wesermarsch stammt vom Anfang des 20. Jahrhunderts.

Aktuell (2023) wird es von der Nordenhamer Siedlungsgesellschaft (GNSG) genutzt.
Das Gebäude steht unter Denkmalschutz (siehe auch Liste der Baudenkmale in Nordenham).

## Beschreibung und Geschichte
Ein erstes Rathaus der Gemeinde Atens von um 1880 befand sich in der Ludwigstraße 8 und war am Anfang des 19. Jahrhunderts zu klein, um die Ansprüche der nunmehr aufstrebenden Stadt Nordenham zu erfüllen.
Das zweigeschossige verputzte historisierende zweite Rathaus mit Walmdach und Schleppgauben, dem markanten viergeschossigen Türmchen mit achteckiger gestaffelter Glockenhaube und ebenerdigem Eingang, dem barockisierenden Giebel mit Eingang hinter der Freitreppe mit dem angedeuteten Erker und mit fialartigen Spießen sowie dem Traufgesims, dem giebelteilenden Gesims und den gerahmten rechteckigen und rundbogigen Fenstern, wurde 1910/11 nach Plänen des Stadtbaumeisters Jacobsen gebaut.
Das Landesdenkmalamt befand zur Bedeutung: „… geschichtlich, wissenschaftlich, städtebaulich …“
1953/54 bezog die Stadt das dritte Rathaus Nordenham, einen Neubau an der Walther-Rathenau-Straße, wo auch 1969 der Rathausturm entstand. Im Alten Rathaus (nun auch Schupo-Gebäude genannt) wurde zunächst von 1955 bis 1984 die Polizei untergebracht, die dann einen Neubau erhielt.
Die Gemeinnützige Nordenhamer Siedlungsgesellschaft (GNSG), eine 81 %-Tochter der Stadt, nutzte seit 1996 die oberen Stockwerke des Gebäudes. Die GNSG war aus ihren beengten Räumlichkeiten an der Deichgräfenstraße ausgezogen. Sie hat nach der Sanierung des Hauses hier ihren Sitz für die Kundenbetreuung und Verwaltung verlegt. Das 160 m² große Erdgeschoss verblieb bei der Stadt Nordenham, die dort den Kunstverein und den Verein Nordenham Marketing & Touristik (NMT) unterbrachte. 2010 erwarb die GNSG das gesamte Gebäude. Kunstverein und Goethe-Gesellschaft konnten mit der GNSG Räume im EG weiterhin nutzen.<
Der Kunstverein Nordenham von 1972 nutzte seit 2002 Räume und den Anbau des Hauses für Ausstellungen. Er suchte aber seit 2019 andere, größere Räumlichkeiten für Ausstellungszwecke.